# Chamaecrista obcordata
Chamaecrista obcordata är en ärtväxtart som först beskrevs av Olof Swartz, och fick sitt nu gällande namn av Nathaniel Lord Britton. Chamaecrista obcordata ingår i släktet Chamaecrista och familjen ärtväxter. Inga underarter finns listade i Catalogue of Life.